# Eriks Hale
Eriks Hale eller Ærø Hale, er en landtange sydøst for Marstal på Ærø, der består af en kilometer lang sandtange med lave klitter, der mod nord breder sig ud med et system af strandsøer, strandvolde og krumodder. Eriks Hale vokser til stadighed ved tilførsel af materiale fra klinterne ved Vejsnæs Nakke langs sydkysten af Ærø.
Landtangen er i nutiden vokset sammen med stenmolen ud for Marstal Havn og danner derved en naturlig beskyttelse af havnen mod hårdt vejr fra øst og syd. Langs sydkysten ud mod Østersøen findes en badestrand med sandbund, kampestenshøfder og små maleriske badehuse. Fra det yderste sydøstlige hjørne af Eriks Hale går der en sti ud til Den gamle kalkovn på Frederiksholmen, som indtil 1924 blev brugt til kalkbrænding. 

## Natur
Der er store bevoksninger af strandkogleaks findes i det lave vand ved strandsøerne. På dele af stranden vokser strandkarse og  strandmalurt. Markante planter på strandene er  strandarve , kruset skræppe, marehalm , hjælme, strandmælde og Strandfladbælg.
Af ynglefugle kan blandt andet nævnes havterne og fjordterne, der yngler i kolonier samt enkelte dværgterner. Desuden er sanglærke , strandskade , rødben knyttet til strandmarkerne og de lavvandede strandsøer. Om sommeren gæster en jagende rørhøg med mellemrum Eriks Hale.

## Ekstern henvisning og kilde
- www.fredninger.dk Arkiveret 18. september 2020 hos  Wayback Machine

54°50′48″N 10°32′04″Ø / 54.8467°N 10.5344°Ø